# 알피나

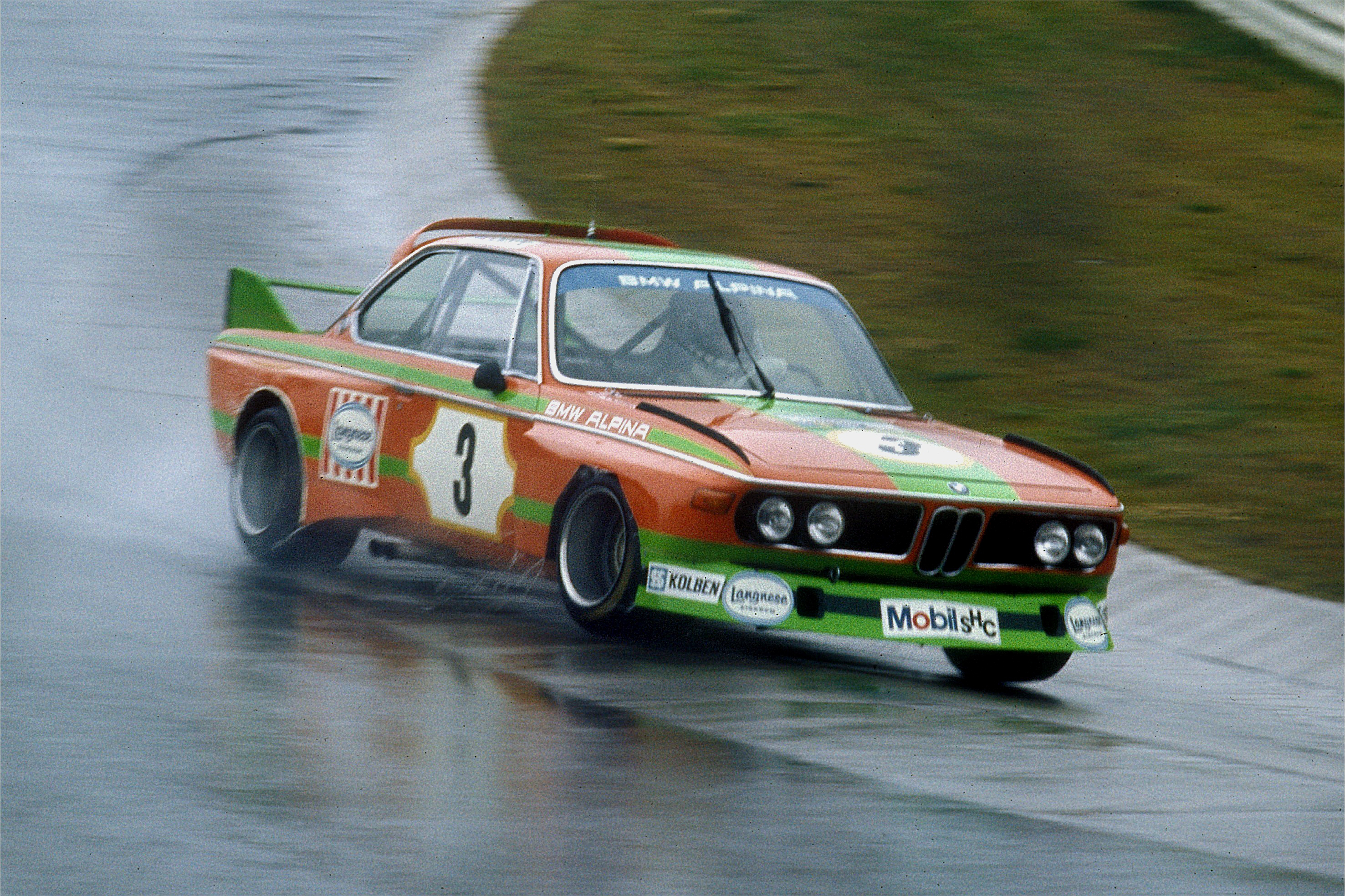
BMW 알피나 3.0 CSL (1974년)

알피나(Alpina)는 BMW의 고성능 차량을 개발하고 판매하는 독일 바이에른주에 위치한 자동차 제조사이다.
알피나는 BMW와 밀접하게 일하며 이들의 프로세스는 BMW의 생산라인과 연계되어 있으므로 알피나는 독일의 교통부에 의해 애프터 튜너가 아닌 자동차 제조사로 인지되고 있다.
1965년 Burkard Bovensiepen에 의해 설립되었다.
2022년 3월 10일, BMW는 알피나의 인수 계획을 발표하였다.

## 같이 보기
- 브라부스